# Martin Hugo Schaffner
Martin Hugo Schaffner (* 23. Februar 1923 in Gränichen; † 5. Oktober 1965 in Suhr) war ein Schweizer Unternehmer, der durch spektakuläre Flugzeugbergungen aus Schweizer Seen Bekanntheit erlangte. Seine bekannteste Aktion war die Bergung eines US-amerikanischen Bombers aus dem Zugersee im Jahr 1952, was ihm den Spitznamen „Bomber-Schaffner“ einbrachte.

## Kindheit und Jugend
Schaffner war das jüngste von vier Kindern. Sein Vater, Vorarbeiter in einer Schuhfabrik, erkrankte schwer, während Schaffner und seine drei Geschwister noch zur Schule gingen. Schaffners Mutter musste daher die Familie ernähren. Während seiner Schulzeit baute Schaffner aus Teilen verschiedener Marken ein Motorrad.
Da er schon früh zum Lebensunterhalt der Familie beitragen musste, nahm er 1938 eine Stelle als Hilfskraft in einer Motorradwerkstatt an.

## Karriere
In den ersten Jahren des Zweiten Weltkriegs erkannte Schaffner die wirtschaftliche Notwendigkeit des Sammelns und Recycelns von Schrott und gründete 1941 im Alter von 18 Jahren sein erstes Unternehmen im Bereich Altstoffsammlung und -handel. Um dies zu ermöglichen, beantragte seine Mutter seine Volljährigkeit. Anfangs benutzte er einen Handkarren, der von einem Hund gezogen wurde, später stieg er auf ein Fahrrad und schließlich auf ein Motorrad mit Beiwagen um.
Nach dem Krieg reparierte und verkaufte Schaffner Fahrzeuge. 1948 erwarb er ein Grundstück im aargauischen Suhr und errichtete dort eine Autowerkstatt mit Tankstelle. In den folgenden Jahren baute er dieses Geschäft aus und eröffnete in Cham, Effingen und Bözberg fünf weitere Tankstellen. Schaffner wurde dafür bekannt, Benzin zu günstigeren Preisen als seine Konkurrenten anzubieten, was einen Wettbewerb unter den Anbietern auslöste. Infolgedessen stellten Lieferanten die Lieferungen an ihn ein. Daraufhin gründete Schaffner ein eigenes Transportunternehmen mit mehreren Lastwagen und belieferte sowohl seine eigenen als auch fremde Tankstellen.
Inspiriert von einer amerikanischen Zeitschrift mit einem Sportflugzeug auf dem Cover, beschloss Schaffner, seine Tankstelle in Suhr mit einem Bomber der US Air Force zu schmücken. Da es in der Schweiz keine Bomber zu kaufen gab, fuhr er 1950 mit seinem Bruder Peter zum Stützpunkt der US Air Force am Frankfurter Flughafen. Die Amerikaner wollten Schaffner zwar keine militärische Ausrüstung verkaufen, erteilten ihm aber die Erlaubnis, im Zweiten Weltkrieg in der Schweiz abgestürzte Flugzeuge zu bergen. In der Folge gründete er eine Tauch- und Bergungsfirma. 1952 gelang ihm die spektakuläre Bergung eines US-amerikanischen Bombers vom Typ Boeing B-17, der 1944 im Zugersee abgestürzt war. Nach zweijähriger Vorbereitung wurde der 22,5 Meter lange Bomber am 25. August 1952 von einer Gruppe von bis zu 30 Personen aus 45 Metern Tiefe gehoben. Diese Bergung machte Schaffner landesweit als „Bomber-Schaffner“ bekannt. Der Bomber wurde in verschiedenen Schweizer Städten ausgestellt und diente später als Blickfang für Schaffners Tankstelle in Suhr.
In den folgenden Jahren barg Schaffner weitere Flugzeuge und Schiffe aus verschiedenen Seen: darunter einen weiteren Boeing B-17-Bomber, der 1953 aus dem Greifensee geborgen und in Maur öffentlich ausgestellt wurde, sowie eine britische Avro Lancaster, die 1954 aus dem Untersee geborgen und in Steckborn der Öffentlichkeit präsentiert wurde. Aus dem Bodensee barg er bei Friedrichshafen zwei Versuchsflugzeuge des Typs P-16, eine Vampire der Schweizer Luftwaffe, eine DC-3 der Swissair, zwei Schiffe und mehrere weitere Flugzeuge.
In den letzten Jahren seines Lebens konzentrierte sich Schaffner auf den Ausbau seines Tankstellennetzes und seines Transportunternehmens. Er plante weitere Bergungsaktionen, die jedoch aufgrund seines frühen Todes nicht mehr realisiert wurden.

## Privat
Schaffner war übergewichtig. Um sein Übergewicht von etwa 240 kg zu reduzieren unterzog er sich 1965 einer operativen Gewichtsreduktionsoperation. Er verstarb kurze Zeit später im Alter von 42 Jahren an den Folgen einer Lungenentzündung.